# Robinson Crusoe (película)
Robinson Crusoe es una película mexicana dirigida por el director español Luis Buñuel basado en el clásico de la literatura de aventuras Robinson Crusoe de Daniel Defoe. Fue rodada originalmente en inglés, realizada en 1952 y registrada en 1954. El actor principal fue Dan O'Herlihy, y el papel de "Viernes" cupo al actor mexicano Jaime Fernández.

## Premios
- Premio de la revista Parents de Nueva York y otros